# Félix Monteira de la Fuente
Félix Monteira (Ponferrada) és un periodista gallec. Va estar vinculat al Grup PRISA durant 33 anys. Va treballar per al setmanari El Globo i el 1976 va formar part de l'equip fundador d'El País. Va començar la seva carrera a la secció de documentació d'El País i després va passar a ser sotscap d'Economia i corresponsal a Brussel·les durant cinc anys.
Després va tornar a Madrid, on va ser nomenat cap de la secció de Nacional. En aquest càrrec va romandre fins al desembre de 1993, data en la qual va esdevenir el sotsdirector d'Informació General d'El País. El setembre de 1999, Monteira va passar a dirigir el diari econòmic Cinco Días. Entre 2003 i 2006, va tornar a ser sotsdirector d'El País i posteriorment va ser nomenat director de l'edició del mateix rotatiu a Galícia.
El 13 de gener de 2009 va ser nomenat director del Público en substitució d'Ignacio Escolar i va ocupar el càrrec fins al 4 de març de 2010. Després de deixar la direcció del diari, va ocupar el càrrec de secretari d'Estat de Comunicació.